# Научен институт по неврология, психиатрия и неврохирургия
Научният институт по неврология, психиатрия и неврохирургия, съкратено НИНПН, по-известен поради местоположението като Четвърти километър, е бивш научен и лечебен институт в София, чийто наследник е днешната УСБАЛНП „Свети Наум“.
Основан е като малък частен психиатричен стационар на 4 километра от центъра на София (оттам и наименованието му) от д-р Л. Русев и съпругата му д-р Русева през 1938 г.
На неговата база се разполага Катедрата по психиатрия на основания през 1950 г. Институт за следдипломно усъвършенстване на лекарите (ИСУЛ, сега УМБАЛ „Царица Йоанна“) под ръководството на проф. д-р Емануил Шаранков през 1951 г.
Като Научноизследователски психоневрологичен институт (или НИПИ) е обединен с днешната Държавна психиатрична болница „Св. Иван Рилски“ в Нови Искър от 1958 до 1965 г. НИПИ е на подчинение на Министерството на здравеопазването (1951 – 1972) и след това на Медицинската академия (1972 – 1990), като последователно се преименува на Център по неврология, психиатрия и неврохирургия (или ЦНПН) и после на Научен институт по неврология, психиатрия и неврохирургия (НИНПН).
След 1990 г. институтът се преобразува в държавна университетска болница. В резултат от реформата в здравеопазването (1999 – 2001) болницата е преструктурирана и преименувана в Университетска специализирана болница за активно лечение по неврология и психиатрия „Свети Наум“ (съкр. УСБАЛНП).
В НИНПН са създадени ярки и самобитни клинични, учебно-образователни и научни школи. Лидерите на неврологичната школа са проф. Г. Ганев и проф. Д. Хаджиев, а лидерът на психиатричната школа е проф. Ст. Стоянов.